# Onthophagus inediapterus
Onthophagus inediapterus là một loài bọ cánh cứng trong họ Bọ hung (Scarabaeidae).